# Виго Стукенберг
Виго Стукенберг (на датски Viggo Stuckenberg) е датски поет, познат предимно със своите лирически и прочувствени стихове.
Бащата на Виго Стукенберг, Фредерик Хенрик Стукенберг (1832 – 1899) е учител в Държавния затвор във Вридсльозелиле, а майка му се казва Йохане Георгине Фог (1833 – 1895). Той има трима братя и сестри – Бьорге, Тюге и Елзе. През 1872 г. бащата получава назначение в Копенхаген и семейството се премества в квартал Ньорребро. Виго Стукенберг става студент през 1894 г. и след това започва да следва в Копенхагенския университет. Той следва отначало теология, след това природни науки, но през 1886 г. напуска университета и започва работа като учител в училището в Сломан във Фредериксберг и остава на тази длъжност до смъртта си.
През 1887 се оженва за Ингеборг Памперин (1866 – 1904), която очарова поетическия кръг на неговите съмишленици по това време, който се събира ежегодно в дома на Стукенберг; сред тях се числят Софус Клаусен и Йоханес Йоргенсен. Двойката е сгодена от 1884 г. и им се раждат двама сина – Хенрик (род. 1890) и Нилс Холгер (род. 1891). Но бракът завършва трагично, когато Ингеборг Стукенберг през 1903 г. след дългогодишно напрежение в техните отношения зарязва съпруга и децата и емигрира в Нова Зеландия заедно с градинаря, Ханс Мадсен. Новото битие се превръща в страдание за нея – Мадсен отпътува за Дания и тя посяга на живота си през 1904 г. През същата година Виго Стукенберг се оженва повторно за бившата съпруга на Ханс Мадсен, Клара Холбьол (1868 – 1940), но сам загива на следващата година от бъбречно възпаление и е погребан в гробището Асистен.

## Произведения
- 1886 Digte („Стихотворения“, дебют)
- 1887 I Gennembrud („Обрат“, разказ)
- 1889 Messias („Месия“, разказ)
- 1895 Fagre Ord („Хубави слова“, роман)
- 1896 Valravn (роман)[1]
- 1898 Flyvende Sommer („Летящото лято“, стихове)
- 1901 Sne („Сняг“, стихове, включват редица от неговите най-известни и хубави)
- 1905 Aarsens Tid (стихотворения)
- 1906 Sidste Digte („Последни стихотворения“)